# 天津市滨海新区塘沽渤海石油第一中学
天津市滨海新区渤海石油第一中学，简称渤海石油第一中学、渤油一中，是一所天津市滨海新区的完全中学。为天津市重点中学。
渤海石油第一中学原为企业办学校，于1990年成为天津市市级重点中学。于2009年由教育局接管。学校内分为初中楼、高中楼、行政楼、实验楼。具备实验室等设施。学校有宿舍。渤油一中办学理念为：“为幸福人生奠基。”